# Antropología biocultural
La antropología biocultural es la exploración científica de las relaciones entre la biología humana y la cultura. Durante la primera mitad del siglo XX, los antropólogos físicos consideraron esta relación desde una perspectiva racial; es decir; desde la suposición que las diferencias biológicas humanas tipológicas dirigen a las diferencias culturales. Después de la Segunda Guerra Mundial el énfasis empezó cambiar hacia un esfuerzo para explorar el papel que desempeña la cultura en formar la biología humana. Los antropólogos bioculturales contemporáneos consideran que la cultura tiene varios papeles en la variación biológica humana:
- La cultura es una adaptación humana importante, permitiendo que los individuos y poblaciones se adapten a ecologías locales que varían mucho.

- En parte, se consideran los rasgos biológicos humanos o bioconductalos características, como un lóbulo frontal y cuidado de los hijos intensivo comparado con otros primates, una adaptación a las relaciones sociales complejas creadas por la cultura.[2]
- La cultura forma la economía política, de ese modo influenciando que recursos están disponibles a individuos para alimentar y refugiar sí mismos, proteger sí mismos de enfermedades y por lo demás mantener su salud.[1]
- La cultura cambia la manera en que la gente piensa del mundo, cambiando su biología por influenciar su comportamiento (por ejemplo, selección de comida) o más directamente tras efectos psicosomáticos (por ejemplo los efectos biológicos del estrés).[3]

Mientras se encuentran los antropólogos en muchos departamentos académicos de la antropología, usualmente como una minoridad de la facultad, ciertos departamentos han puesto un énfasis considerable en el "síntesis biocultural". Históricamente, esto ha incluido la Universidad de Emory, la Universidad de Alabama y la Universidad de Washington, que construyeron doctorados sobre la antropología biocultura; la Universidad de Binghampton, que tiene una licenciatura en la antropología biomédica; la Universidad de Massachusetts, Amherst, la Universidad de Kentucky y otros. Se atribuye a Paul Baker, un antropólogo en Penn State cuyo trabajo centró en la adaptación humana a las variaciones medioambientales, la popularización del concepto de la antropología "biocultural" como una subcategoría distinta de la antropología en general. Muchos antropólogos consideran la antropología biocultural el futuro de la antropología porque sirve como una esfuerza guiando hacia más integración de las subdisciplinas.

## Controversia
Otros antropólogos, biológicos y culturales, han criticado la síntesis biocultural, generalmente como parte de una crítica más amplia del "holismo de cuatro campos" en la antropología estadounidense. Típicamente tales críticos dependen de la creencia que la antropología biocultural impone el holismo sobre los subcampos biológicos y culturales sin añadir valor, ni siquiera destructivamente. Por ejemplo, los colabaradores en el volumen editado Unwrapping the Sacred Bundle: Reflections on the Disciplining of Anthropology discutieron que la síntesis biocultural, y el holismo antropológico más generalmente, son artefactos del pensamiento evolucionista social que inorportunamente impone el positivismo sobre la antropología cultural. 
Algunos departamentos de antropología han partido completamente, usualmente partiendo los antropólogos científicos y humanísticos, como la división muy publicada de Stanford de 1998 en departamentos de "Antropología cultural y social" y "Ciencias antropológicas". Subrayando la controversia continuada, ahora esta división está siendo invertida sobre las objeciones de algunos miembros de la facultad. Otros departamentos, como en Harvard, tienen "alas" distintas de la antropología biológica y la antropología sociocultural que no son diseñadas para fomentar el intercambio subdisciplinario.